# 1926 en mathématiques
| Années des mathématiques : 1923 - 1924 - 1925 - 1926 - 1927 - 1928 - 1929    |
| Décennies des mathématiques : 1890 - 1900 - 1910 - 1920 - 1930 - 1940 - 1950 |

Cet article présente les faits marquants de l'année 1926 en mathématiques.

## Événements
- Janvier : le mathématicien tchèque Otakar Borůvka décrit dans un article intitulé O jistém problému minimálním (« Sur un certain problème minimal ») un algorithme permettant de trouver un arbre couvrant de poids minimal, pour trouver une méthode de construction d'un réseau électrique efficace pour la Moravie[1].
- 7 décembre : le mathématicien hongrois John von Neumann énonce son théorème du minimax dans un article sur la théorie des jeux présenté devant la Société mathématique de Göttingen et publié dans les Mathematische Annalen en 1928[2].

## Naissances

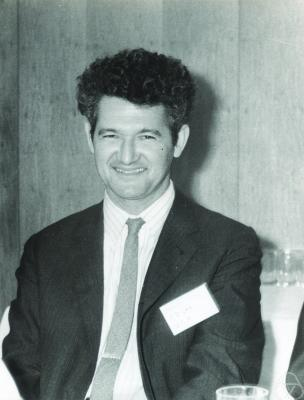
Peter Lax

- 6 janvier : Walter Hayman, mathématicien britannique.
- 11 février : Georges Poitou (mort en 1989), mathématicien français.
- 26 février : James Alexander Green (mort en 2014), mathématicien britannique.
- 22 mars : Ivo Babuška (mort en 2023), mathématicien tchèque-américain.
- 26 mars : Magdalena Mouján (morte en 2005), mathématicienne argentine d'origine basque.
- 4 avril : Robert Lawson Vaught (mort en 2002), mathématicien logicien américain.
- 1er mai : Peter Lax, mathématicien hongrois.
- 7 mai : Jaroslav Kurzweil (mort en 2022), mathématicien tchèque.
- 15 mai : Gu Chaohao (mort en 2012), mathématicien chinois.
- 31 mai : John George Kemeny (mort en 1992), mathématicien américain. Il a développé le langage de programmation BASIC.
- 5 juin : Claude Berge (mort en 2002), mathématicien et artiste français.
- 19 juin : Erna Schneider Hoover, mathématicienne américaine.
- 12 juillet : Carl Adam Petri (mort en 2010), mathématicien et informaticien allemand.
- 21 juillet : John Leech (mort en 1992), mathématicien britannique.
- 24 juillet : Frank Spitzer (mort en 1992), mathématicien américain d'origine autrichienne.
- 10 août : Carol Karp (morte en 1972, mathématicienne américaine.
- 15 août : Ilya Sobol, mathématicien russe.
- 27 août : Kristen Nygaard (mort en 2002), mathématicien et informaticien norvégien.
- 11 septembre : Heini Halberstam (mort en 2014), mathématicien britannique.
- 14 septembre : Hans Joachim Bremermann (mort en 1996), mathématicien et biophysicien germano-américain.
- 15 septembre : Jean-Pierre Serre, mathématicien français, médaille Fields en 1954.
- 18 septembre : James Cooley (mort en 2016), mathématicien américain.
- 26 septembre : C. Brian Haselgrove (mort en 1964), mathématicien britannique.
- 13 octobre : Charles W. Curtis, mathématicien et historien des mathématiques américain.
- 25 octobre : James Eells (mort en 2007), mathématicien américain.
- 1er novembre : James Serrin (mort en 2012), mathématicien américain.
- 11 décembre : Jean-Pierre Kahane (mort en 2017), mathématicien français.
- 19 décembre : Robert Osserman (mort en 2011), mathématicien américain.

## Décès
- 22 mars : Joseph Neuberg (né en 1840), mathématicien luxembourgeois.
- 26 mai : Frank Nelson Cole (né en 1861), mathématicien américain.
- 30 mai : Vladimir Steklov (né en 1864), mathématicien et physicien russe.